# إليزابيث روبرتس ماكدونالد
كانت إليزابيث روبرتس ماكدونالد (الاسم قبل الزواج: إليزابيث روبرتس) (17 فبراير 1864-8 نوفمبر 1922) كاتبة كندية للشعر، وأدب الأطفال، والمقالات والقصص القصيرة. ساهمت بانتظام بكتابة مقالات في عدد من الصحف اليومية الكندية والأمريكية. كانت ماكدونالد أيضًا واحدة من قادة المطالبة بحق النساء في التصويت في كندا، وتوفيت في عام 1922.

## بداية حياتها والتعليم
وُلِدَت جين إليزابيث غوستويك روبرتس في 17 فبراير 1864، في «منزل الرعية القديم» في ويستكوك بنيو برونزويك. كان والدها الكاهن جورج غودريدج روبرتس، كاهن فريدريكتون في نيو برونزويك وكنسيًا في الكاتدرائية هناك، وكان رجلًا مثقفًا وأكاديميًا من أصل إنجليزي قديم. كانت والدتها إيما ويتمور (بليس) روبرتس، وإخوتها تشارلز جي. دي. روبرتس، ووليام كارمان روبرتس، وثيودور غودريدج روبرتس (ثيدي). تتميز عائلة روبرتس بتنوع وثراء مساهمتها في الأدب الكندي.
تجمّع الشباب والشابات خلال أمسيات الشتاء في مكانهم المفضل حول الطاولة المركزية الكبيرة في غرفة الجلوس، حيث كانوا يقرأون بصوت عالٍ من أجل تسلية بعضهم البعض أو تنظيم القوافي أو القصص المطلوبة خلال اليوم. أُثيرَت الكثير من المناقشات الحماسية، ولكن الفكاهة الفائقة هي التي سادت، وطُلِبَت القرارات النهائية بشأن معظم القضايا وقبولها من الوالدين. أعطى هذا التجمع غير الرسمي تدريبًا لم يكن من الممكن أن تحققه أي مدرسة أو دورة دراسية مخططة بعناية. قضت المجموعة فصل الصيف في مكانهم المفضل في الحديقة مع ابنة عمهم بليس كارمان. كتبت ماكدونالد كتابها بعنوان آيات الحلم وغيرها من تلك الحديقة المعطرة.
تلقت ماكدونالد تعليمها في مدرسة كوليغيت في فريدريكتون، وأكملت دورة جزئية في اللغة الإنجليزية والفرنسية والألمانية في جامعة نيو برونزويك.

## الحياة المهنية
عملت ماكدونالد بالتدريس لبعض الوقت في مدرسة هاليفاكس للمكفوفين في مدينة هاليفاكس بنوفا سكوشا، ولكنها عادت إلى منزلها بعد معاناتها مع حالة صحية مزمنة.
ساهمت ماكدونالد لسنوات عديدة وبشكل متكرر في المجلات، وظهرت قصائدها في مجلة سينشوري ماغازين، والإندبندنت، وآوتينغ وغيرها من المجلات البارزة، ومن بعض هذه القصائد: قصيدة «أصوات»، و«تعويذة الغابة»، و«البيت بين أشجار التنوب»، و«نار الصقيع»، و«السحر الأبيض»، و«إشارات الدخان»، و«دريم هيرست»، و«أشجار الحور الهامسة»، و«مد الفيضان»، و«رماد الجبل»، و«ريح مارس»، و«الحصاد»، و«الطمأنينة»، و«الراعي» و«مادريجال». كانت ماكدونالد كاتبة قصص قصيرة ممتعة مبنية بشكل أساسي على الطبيعة الرومانسية أو المثالية، وكاتبة مقالات ذات قوة غير عادية، ولعلّها قدمت أفضل أعمالها النثرية في كتابها للأطفال، ابن عمنا الكندي الصغير، الذي صور في شكل قصة جذابة حياة العديد من الأطفال الكنديين متعددة الجوانب.
تعاونت ماكدونالد مع شقيقيها، ويليام وثيودور، في تأليف كتاب كلمات نورثلاند في عام 1899، وحصدت مساهماتها في صفحاته إشادة كبيرة من محبي الشعر في إنجلترا والولايات المتحدة. صدر لها كتاب شعري آخر بعنوان «آيات الحلم وغيرها» في عام 1906.
تزوجت ماكدونالد من ابن عمها، صموئيل أرشيبالد روبرتس ماكدونالد، في عام 1896، وانتقلا إلى كولومبيا البريطانية. كان لماكدونالد هناك دورًا نشطًا في حركة المساواة في حق النساء في التصويت، وكانت أول رئيسة لجمعية حق النساء في التصويت في نيلسون بكولومبيا البريطانية. انتقلت العائلة إلى وينيبيغ بمانيتوبا حيث عملت ماكدونالد كاتبة خاصة ضمن طاقم مجلة وينيبيغ تلغرام. انتقلت بعد انفصالها عن زوجها في عام 1915 إلى أوتاوا بأونتاريو مع ولديها، أرشيبالد جي. ماكدونالد وكوثبرت غودريدج ماكدونالد (وابنتها، هيلاري ماكدونالد، التي لم تعش لأكثر من عام واحد).
كانت ماكدونالد عضوًا بارزًا في رابطة المؤلفين الكنديين، وشغلت أيضًا مناصب في العديد من الجمعيات الأخرى التي كانت مرتبطة بها، ومن ضمنها نادي الصحافة النسائية في وينيبيغ، ولاحقًا في أوتاوا، وجمعية المواطنات النسائية في أوتاوا، وجمعية حق النساء في التصويت في نيلسون بكولومبيا البريطانية، والتي كانت رئيستها أثناء إقامتها هناك، وجمعية حق النساء في التصويت في وينيبيغ. حصلت أيضًا على عضوية لمدى الحياة في الجمعية النسائية المساعدة للكنيسة الأنجليكانية، التي كانت تنتمي لها، وكانت أيضًا أمينة صندوق جمعية المواطنات النسائية في وقت من الأوقات